# Ethernet VPN
Ethernet VPN (EVPN) est une technologie de niveau 2 permettant de transporter du trafic Ethernet à la manière d'un réseau privé virtuel en utilisant les protocoles de réseau étendu. EVPN embarque l'Ethernet sur MPLS et l'Ethernet sur VXLAN,.
EVPN est défini par plusieurs RFC de l'IETF, en particulier : 
- RFC 7209[3] - Requirements for Ethernet VPN (EVPN) ;
- RFC 7432[4] - BGP MPLS-Based Ethernet VPN ;
- RFC 8365[5] - A Network Virtualization Overlay Solution Using Ethernet VPN (EVPN) ;
- RFC 8317[6] - Ethernet-Tree (E-Tree) Support in Ethernet VPN (EVPN) and Provider Backbone Bridging EVPN (PBB-EVPN).